# Seattle Storm 2015
La stagione 2015 delle Seattle Storm fu la 16ª nella WNBA per la franchigia.
Le Seattle Storm arrivarono quinte nella Western Conference con un record di 10-24, non qualificandosi per i play-off.

## Roster
| N° | Naz.                   | Ruolo | Sportivo               | Anno | Alt. | Peso |
| -- | ---------------------- | ----- | ---------------------- | ---- | ---- | ---- |
| 1  | Stati Uniti (bandiera) | AC    | Crystal Langhorne      | 1986 | 188  | 84   |
| 3  | Stati Uniti (bandiera) | G     | Angel Goodrich         | 1990 | 163  | 58   |
| 4  | Australia (bandiera)   | G     | Jenna O'Hea            | 1987 | 185  | 79   |
| 5  | Australia (bandiera)   | AC    | Abby Bishop            | 1988 | 191  | 82   |
| 7  | Giappone (bandiera)    | A     | Ramu Tokashiki         | 1991 | 191  | 80   |
| 9  | Stati Uniti (bandiera) | C     | Markeisha Gatling      | 1992 | 196  | 116  |
| 10 | Stati Uniti (bandiera) | G     | Sue Bird               | 1980 | 175  | 68   |
| 13 | Turchia (bandiera)     | C     | Quanitra Hollingsworth | 1988 | 196  | 91   |
| 21 | Stati Uniti (bandiera) | G     | Renee Montgomery       | 1986 | 170  | 65   |
| 23 | Stati Uniti (bandiera) | A     | Kaleena Mosqueda-Lewis | 1993 | 180  | 82   |
| 24 | Stati Uniti (bandiera) | G     | Jewell Loyd            | 1993 | 178  | 67   |
| 32 | Stati Uniti (bandiera) | A     | Alysha Clark           | 1987 | 178  | 76   |

## Staff tecnico
- Allenatore: Jenny Boucek
- Vice-allenatori: Rob Fodor, Ryan Webb
- Preparatore atletico: Tom Spencer
- Preparatore fisico: Melissa Hardin